# Mara Đorđević Malagurski
Mara Malagurski-Đorđević (izvorni oblik je Malagurska; negdje i kao Mara Đorđević-Malagurski) (Subotica, 20. srpnja 1894. – Beograd, 9. kolovoza 1971.),  bačka je hrvatska književnica, etnografkinja i prevoditeljica iz vojvođanskog dijela Bačke. Bila je istaknuta kulturna radnica. Pisala je prozu i pripovijetke. 

## Životopis
Školovala se u Strossmayerovu zavodu u Đakovu, na subotičkoj Višoj djevojačkoj školi, a studij nastavlja u Londonu. Nakon Prvoga svjetskog rata udala se za časnika Kraljevine Jugoslavije, senatora i bana, prof. Dragoslava Đorđevića. Isprva živjeli su u Subotici, a kasnije odlaze u Beograd. Tijekom 1927. godine Mara Malagurski-Đorđević sudjeluje u osnutku Bunjevačke prosvjetne matice. Nakon Drugoga svjetskog rata živi povučenim životom.

## Književno stvaralaštvo
Književnošću se bavi od 1912. godine. Pripovjetke piše u tradicionalnim, realističkim okvirima. U svojim je proznim ostvarenjima zaokupljena društvenim položajem i obiteljskim prilikama svojih sunarodnjaka u Bačkoj. Njeno najpoznatije prozno ostvarenje Vita Đanina nagrađeno je na književnom natječaju Srpske akademije nauka i umetnosti (1933.). U ponekim se djelima uočavaju autoričina vjerska nagnuća. Djela je objavljivala i pod pseudonimom Nevenka u časopisu Neven. Prozna djela i druge radove, objavljuje i u mnogim drugim listovima, časopisima i drugoj periodici, kao što su Bunjevačke novine, Bunjevački kalendar, Glasnik Jugoslovenskog profesorskog društva, Književni sever, Misao, Vardar, Zemljodilski kalendar i inima. Rukopisi Mare Malagurski-Đorđević nastali do 1941. godine uništeni su u vrijeme bombardiranja Beograda, primjerice povijesno-psihološki roman znakovita naslova - Ničiji, zatim pripovijest Pajica Kantorov, te bogata, brižno sakupljana etnografska građa o bunjevačkim Hrvatima.
Jedna je od spisateljica proze koji su ranije pošli tragom socijalne literature, a koje su se opredijelile za ratne i poratne teme, interpretaciju svojih ratnih dogodovština i poratnih zbivanja.
Nakon Drugoga svjetskog rata objavljuje u časopisu Savremenik. 
Svojim djelima Mara Malagurski-Đorđević zastupljena je u antologiji proze bunjevačkih Hrvata iz 1971., sastavljača prof. Geze Kikića, u izdanju Matice hrvatske. Izrazita je predstavnica ženskog pisma u (pred)feministički orijentiranim književnim djelima vojvođanskih Hrvata, zajedno s pričama i romanima koje su napisale Marica Vujković, Jasna Melvinger i Mara Švel-Gamiršek., istaknuo je književnik Milovan Miković, razmatrajući spisateljski postupak u romanu Bezdan Željke Zelić.

## Djela
- Bunjevački običaji u slikama, 1927.
- Vita Đanina i druge pripovetke iz bunjevačkog života, 1933. (njeno najcjenjenije djelo)
- Stara bunjevačka narodna nošnja i vez, 1940.
- Bunjevka o Bunjevcima, 1941.

## Nagrade
- nagrada Srpske kraljevske akademije nauka i umetnosti 1933. za zbirku pripovjedaka Vita Đanina
- orden sv. Save 5. stupnja
- orden Bijelog orla 5. stupnja
- ruski Crveni križ
- križ ruskih ratnih invalida
- nagrada Cvijeta Zuzorić 1928., za pripovijetku Vita Đanina[7]

## Vanjske poveznice
- Antologija proze bunjevačkih Hrvata  Arhivirana inačica izvorne stranice od 15. travnja 2008. (Wayback Machine)
- (srp.) Subotičke  Arhivirana inačica izvorne stranice od 29. listopada 2008. (Wayback Machine) Marina hrabra i snežna Vita
- (srp.) Subotičke  Arhivirana inačica izvorne stranice od 30. ožujka 2009. (Wayback Machine) Sačuvane skice iz porodice